# St. Martin (Nürnberg)
Koordinaten: 49° 27′ 56″ N, 11° 4′ 53″ O

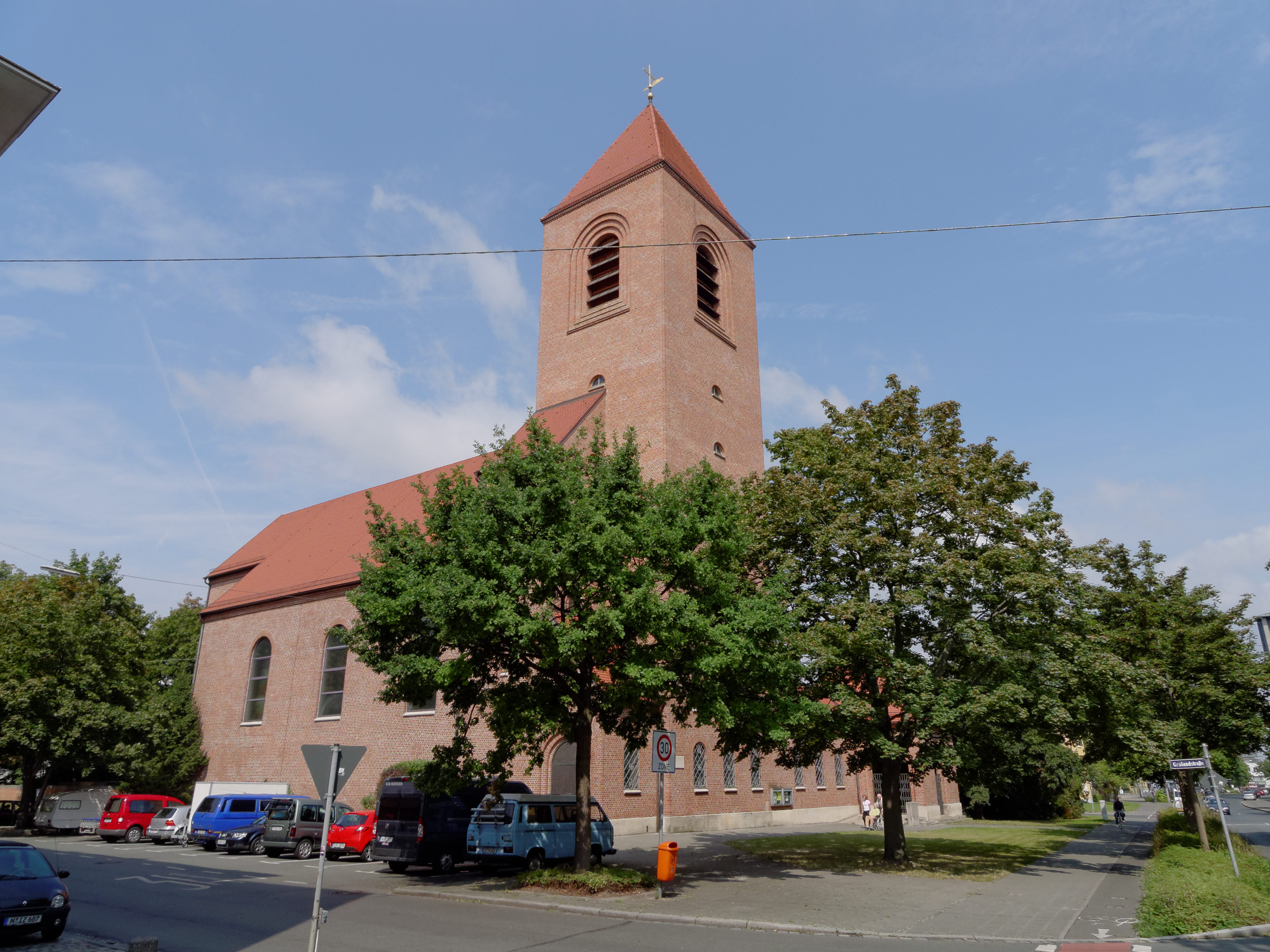
Martinskirche (Nürnberg)

St. Martin ist eine römisch-katholische Pfarrkirche im Nürnberger Ortsteil Gärten hinter der Veste. Sie wurde 1934 am Standort einer früheren Notkirche im neoromanischen Stil erbaut, im Zweiten Weltkrieg zerstört und 1948 wieder aufgebaut. Sie gehört zur gleichnamigen Pfarrei St. Martin, die dem Erzbistum Bamberg zugeordnet ist. Die Martinskirche ist als Baudenkmal mit der Nummer D-5-64-000-1679 beim Bayerischen Landesamt für Denkmalpflege eingetragen. Ihre 1991 erbaute Orgel macht die Kirche zu einer wichtigen Stätte für diverse Musikveranstaltungen.

## Geschichte

### Gründung und Notkirche
Am 1. Juli 1917 wurde die Kaplankuratie St. Martin eingerichtet. Bereits am 16. September wurde die Notkirche geweiht. Am 1. Mai 1922 wurde St. Martin zur Pfarrei erhoben. Am 10. Mai 1926 beschloss die Kirchenverwaltung den Bau einer gesamten Pfarranlage. Diese beinhaltete den Plan zum Bau von Kirche, Pfarrhaus, Gemeindehaus mit Jugendheim, Kindergarten und Krankenpflegestation. Das Pfarrhaus wurde am 16. November 1927 fertiggestellt, das Gemeindehaus am 22. Mai 1928. Die Notkirche wurde nach der Fertigstellung der Martinskirche abgetragen und im Nürnberger Stadtteil Schniegling für die Gemeinde St. Konrad wieder aufgebaut. Dort wurde sie im Februar 1944 bei einem Fliegerangriff endgültig zerstört.

### Kirchenbau bis heute
Einen Architektenwettbewerb der Deutschen Gesellschaft für christliche Kunst gewann der Wiener Architekt Clemens Holzmeister mit einer Anlage im Stil einer neoromanischen Kirchenburg. Aus Kostengründen wurde Rolf Behringer damit beauftragt, eine kleinere Version des Holzmeister-Entwurfs zu planen. Die Kirche wurde 1934 fertiggestellt und am 22. September 1935 geweiht. Nach der Zerstörung in der Nacht vom 10. auf den 11. August 1943 im Zweiten Weltkrieg wurde die Martinskirche 1948 nach dem Plan von Rolf Behringer wieder aufgebaut und am 29. August geweiht. 1980/81 wurde der Innenraum neu gestaltet. Unter anderem wurde der Altar um ein Bild von Oskar Koller ergänzt. 2010 wurde der Innenraum komplett modernisiert.

## Orgel

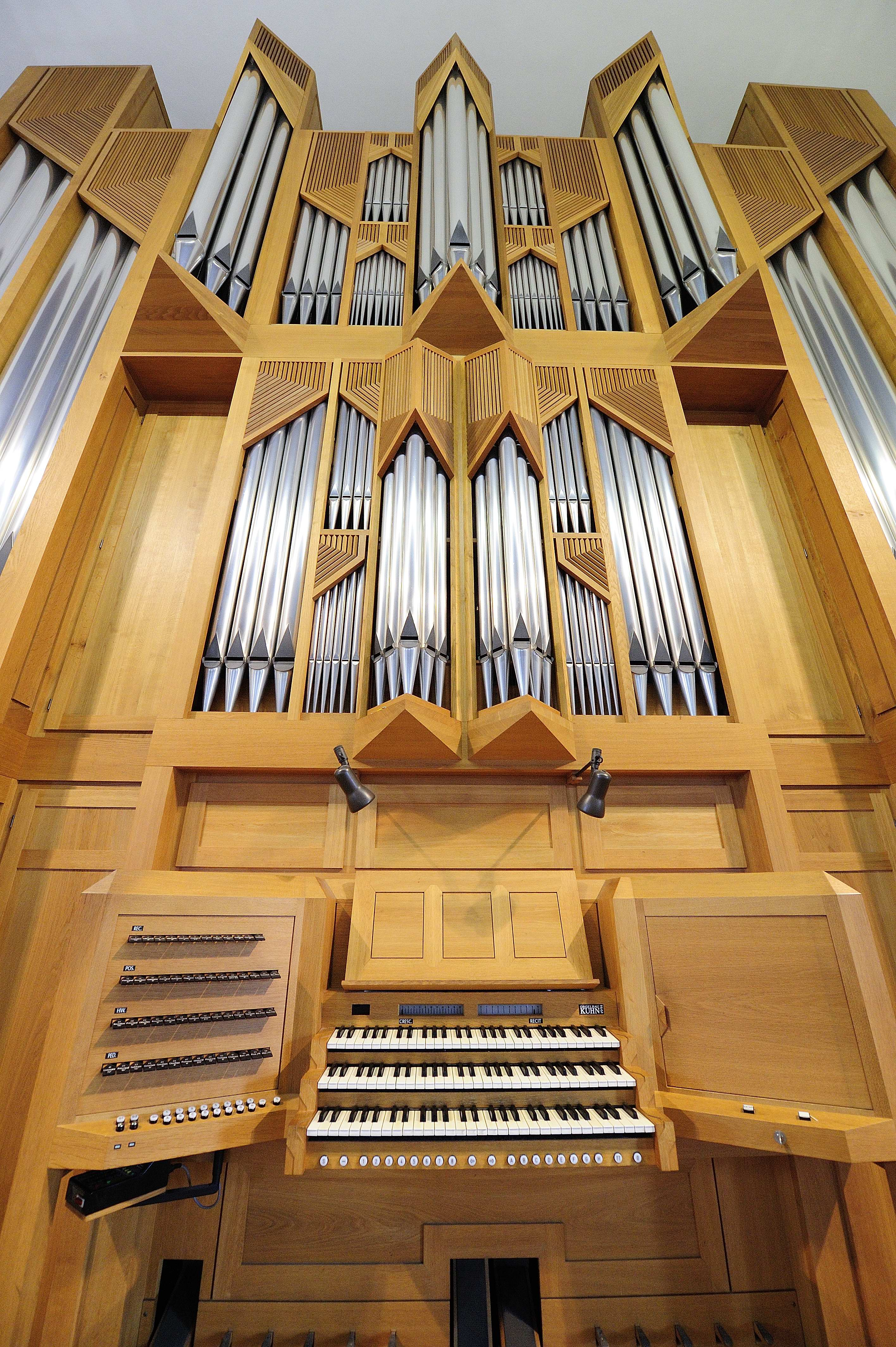
Kuhn-Orgel

1985 wurde der Orgelbauverein St. Martin ins Leben gerufen, um die alte Orgel der Gebrüdern Hindelang aus dem Allgäu zu ersetzen. Für wurde die Firma Orgelbau Kuhn aus Männedorf in der Schweiz gewonnen. Diese erbaute ein stattliches Instrument mit insgesamt 46 Registern auf drei Manualen und Pedal mit mechanischer Spiel- und elektrischer Registertraktur. Diese Orgel wird unter anderem als Austragungsort der Internationalen Orgelwoche Nürnberg verwendet als auch als Veranstaltungsort der Kirchenmusiktage der Katholischen Stadtkirche Nürnberg genutzt.
Die Disposition der Kuhn-Orgel lautet wie folgt:
| I Hauptwerk C–g3 |             |       |
| 1.               | Bourdon     | 16′   |
| 2.               | Principal   | 8′    |
| 3.               | Offenflöte  | 8′    |
| 4.               | Bourdon     | 8′    |
| 5.               | Gambe       | 8′    |
| 6.               | Octave      | 4′    |
| 7.               | Nachthorn   | 4′    |
| 8.               | Quinte      | 2 ⁄3′ |
| 9.               | Superoctave | 2′    |
| 10.              | Mixtur IV-V | 2′    |
| 11.              | Cornet V    | 8′    |
| 12.              | Trompete    | 8′    |

| II Positiv C–g3 |                |                |
| 13.             | Principal      | 8′             |
| 14.             | Quintatön      | 8′             |
| 15.             | Bourdon        | 8′             |
| 16.             | Principal      | 4′             |
| 17.             | Rohrflöte      | 4'             |
| 18.             | Flageolet      | 2'             |
| 19.             | Larigot        | 1 ⁄3′          |
| 20.             | Sifflöte       | 1′             |
| 21.             | Scharf IV      | 1′             |
| 22.             | Sesquialter II | 2 ⁄3′ + 1 3⁄5′ |
| 23.             | Trompete       | 8′             |
| 24.             | Klarinette     | 8′             |
|                 | Tremulant      |                |

| III Récit expressif C–g3 |                      |         |
| 25.                      | Gambe                | 16′     |
| 26.                      | Salicional           | 8′      |
| 27.                      | Voix céleste         | 8′      |
| 28.                      | Flûte harmonique     | 8′      |
| 29.                      | Flûte traversière    | 4′      |
| 30.                      | Nazard               | 2 ⁄3′   |
| 31.                      | Octavin              | 2′      |
| 32.                      | Tierce               | 1 3⁄5′′ |
| 33.                      | Basson               | 16′     |
| 34.                      | Trompette harmonique | 8′      |
| 35.                      | Hautbois             | 8′      |
|                          | Tremulant            |         |

| Pedal C–f1 |            |       |
| 36.        | Untersatz  | 32′   |
| 37.        | Principal  | 16′   |
| 38.        | Subbass    | 16′   |
| 39.        | Octavbass  | 8′    |
| 40.        | Gemshorn   | 8′    |
| 41.        | Choralbass | 4′    |
| 42.        | Pommer     | 4′    |
| 43.        | Mixtur IV  | 2 ⁄3′ |
| 44.        | Posaune    | 16′   |
| 45.        | Trompet    | 8′    |
| 46.        | Clairon    | 4′    |

- Koppeln: Normalkoppeln
- Spielhilfen: 128-facher Setzer

Zusätzlich besitzt die Gemeinde eine am 8. November 2003 eingeweihte Truhenorgel des holländischen Orgelbauers Henk Klop. Diese wird für barocke Orgelkonzerte, als Continuo-Instrument zur Begleitung von Solisten und Ensembles und als Begleiter für Vespern genutzt.

## Glocken
Im Turm von St. Martin befinden sich 5 Stahlglocken. Sie wurden vom Bochumer Verein gegossen und erklingen in der Tonfolge A° c' d' e' g'. Die große Glocke wird nur an Hochfesten der katholischen Kirche geläutet. Die Glocken im Einzelnen.
| Nr. | Name            | Gussjahr | Gießer, Gussort                                  | Durchmesser (mm) | Masse (kg) | Schlagton | Inschrift |
| 1   | S. Martine      | 1935     | Bochumer Verein für Gussstahlfabrikation, Bochum | 1980             | 3178       | A0 +3     | S. MARTINE / ORA PRO NOBIS! / VON DEN MÄNNERN DER PFARREI ST. MARTIN, NBG. / 1935. WENN IHR DOCH HEUTE HÖREN WOLLTET, SEINE STIMME / UND NICHT VERSTOCKEN WOLLTET, EUER HERZ! |
| 2   | S. Christophere | 1935     | Bochumer Verein für Gussstahlfabrikation, Bochum | 1670             | 1986       | c1 +5     | S. CHRISTOPHERE / ORA PRO NOBIS! / 1935 / IM KREUZ IST HEIL |
| 3   | S. Frederice    | 1935     | Bochumer Verein für Gussstahlfabrikation, Bochum | 1490             | 1385       | d1 +1     | S. FREDERICE / ORA PRO NOBIS! / 1935 / RUHELOS IST UNSER HERZ, / BIS ES RUHE FINDET IN DIR, O GOTT!                                                                           |
| 4   | S. Monica       | 1935     | Bochumer Verein für Gussstahlfabrikation, Bochum | 1380             | 1170       | e1 -3     | S. MONICA / ORA PRO NOBIS! / VON DEN FRAUEN DER PFARREI ST. MARTIN, NBG. / 1935. DIE GOTT FÜRCHTET ERNTET LOB                                                                 |
| 5   | Regina Pacis    | 1935     | Bochumer Verein für Gussstahlfabrikation, Bochum | 1170             | 711        | g1 -1     | REGINA PACIS / ORA PRO NOBIS! / VON DEN JUNGFRAUEN DER PFARREI ST. MARTIN, NBG. / 1935. MEINER STIMME BETENDER KLANG / SEI JUNGFRAU DIR LOBENDER SANG!                        |